# Тхужова
Тхужова (пол. Tchórzowa) — село в Польщі, у гміні Медзна Венґровського повіту Мазовецького воєводства.
Населення — 159 осіб (2011).
У 1975-1998 роках село належало до Седлецького воєводства.

## Демографія
Демографічна структура станом на 31 березня 2011 року:
|          | Загалом | Допрацездатний вік | Працездатний вік | Постпрацездатний вік |
| -------- | ------- | ------------------ | ---------------- | -------------------- |
| Чоловіки | 84      | 12                 | 61               | 11                   |
| Жінки    | 75      | 7                  | 37               | 31                   |
| Разом    | 159     | 19                 | 98               | 42                   |